# Owocojad złotobrzuchy
Owocojad złotobrzuchy (Pipreola aureopectus) – gatunek małego ptaka z rodziny bławatnikowatych (Cotingidae). Występuje w północnej części Ameryki Południowej. Niezagrożony wyginięciem.

## Taksonomia
Gatunek opisał po raz pierwszy Frédéric de Lafresnaye w roku 1843. Opis ukazał się w czasopiśmie „Revue Zoologique, par la Société Cuvierienne”. Autor nadał owocojadowi złotobrzuchemu nazwę Ampelis aureopectus. Za miejsce zebrania holotypu wskazał „Santa Fé de Bogotá”. Wyróżnia się 3 podgatunki.

## Podgatunki i zasięg występowania
Wyróżnia się następujące podgatunki:
- P. a. decora Bangs, 1899 – góry Sierra Nevada de Santa Marta (północno-wschodnia Kolumbia). Spotykany na wysokości 600–2100 m n.p.m.[6]
- P. a. festiva (Todd, 1912) – północna Wenezuela, od Carabobo po stan Aragua. Odnotowywany od 800 po 2050 m n.p.m.[6]
- P. a. aureopectus (Lafresnaye, 1843) – Andy zachodniej i północnej Kolumbii oraz zachodniej Wenezueli (na wschód po stan Lara); także góry Serranía de Perijá na pograniczu kolumbijsko-wenezuelskim[7]. Stwierdzany między 600 a 2300 m n.p.m.[6]

## Środowisko
Owocojad złotobrzuchy zasiedla niskie i średnie wysokości w wilgotnych lasach górskich i podgórskich. Spotykany także na ich obrzeżach i plantacjach kawy typu shade-grown coffee; zasiedla również wyższe lasy wtórne. Mimo upodobania do lasów wilgotnych, w Parku Narodowym Henri Pittier zdaje się unikać najwilgotniejszych miejsc. Przebywa w środkowych piętrach lasu.

## Morfologia
Długość ciała 16,5–17,5 cm. Owocojad złotobrzuchy to przysadzisty ptak, sprawiający wrażenie ociężałego i niezdarnego. Występuje wyraźny dymorfizm płciowy. Opis dotyczy podgatunku nominatywnego. U samca wierzch ciała jasny, trawiastozielony, niekiedy o niebieskawym odcieniu; ta sama barwa obejmuje pokrywy uszne oraz pokrywy skrzydłowe. Nad kantarkiem kolor ciemnieje, w trakcie obserwacji terenowych wygląda nawet na czarny. Lotki szarobrązowe z trawiastozielonymi chorągiewkami zewnętrznymi. Na lotkach III rzędu białe zakończenia. Broda wraz z czołem przybierają barwę ciemnozieloną. Gardło i górna część piersi złocistożółte; dalej w kierunku ogona upierzenie jaśnieje, przechodząc w cytrynowy na brzuchu oraz pokrywach podogonowych, które dodatkowo mają odcień zielony. Boki tułowia i piersi, podobnie jak wierzch ciała, pokrywają pióra trawiastozielone, sięgające aż do nogawic. W miejscach styku barwy żółtej z zieloną występują paski obu tych kolorów. U dorosłej samicy wierzch ciała upierzony jest jak u samca, z wyjątkiem ciemniejszego kantarka. Barwa biała pokrywa mniejszą powierzchnię na lotkach III rzędu. Gardło równomiernie pokrywają żółte i zielone pasy. Pozostała część spodu ciała głównie zielona, z niewielką ilością żółtych piór na środku piersi i nieco dalej na środku brzucha. Jasnożółte pokrywy podogonowe pokrywają zielone pasy. U samca dziób pomarańczowy do pomarańczowoczerwonego, u samicy szary. U obu płci nogi szarozielone. Tęczówki samicy żółtobiałe, samca od żółtobiałych po żółtopomarańczowe
Długość czaszki wynosi 37,2 mm, dla okazu nieokreślonej płci z Amerykańskiego Muzeum Historii Naturalnej. Masa ciała dla 11 zbadanych samców P. a. decora waha się między 34 a 46,5 g, zaś u 5 zważonych samic wynosi 34–60 g. Pozostałe wymiary, podane w milimetrach, przedstawia poniższa tabela.
| Podgatunek  | skrzydło (samiec) | skrzydło (samica) | dziób (samiec) | dziób (samica) | skok (samiec) | skok (samica) | ogon  |
| ----------- | ----------------- | ----------------- | -------------- | -------------- | ------------- | ------------- | ----- |
| festiva     | 89–95             | 90–94             | 14–15          | 15–16          | 20,5–23       | 20,5–23       | 64–71 |
| aureopectus | 88–96             | —                 | —              | —              | —             | —             | —     |
| decora      | 83–88             | 84                | —              | —              | —             | —             | 63–67 |

## Behawior
Barwa dźwięku podobna jak u innych owocojadów, na przykład złotopierśnego (P. jucunda). P. aureopectus odzywa się wysokim, trwającym około 3 sekund, psEEEE-e-e-e-e-ee-e-e. Tak samo jak inne gatunki z rodzaju Pipreola, owocojad złotobrzuchy jest słabo poznany pod względem zachowania. Przebywa samotnie lub w parach, widywany w stadach wielogatunkowych. Obserwowany był siedzący długo nieruchomo. Żywi się małymi owocami, zrywanymi podczas siedzenia na gałęzi. Brak informacji na temat preferowanych gatunków.
Brak informacji o lęgach. W Kolumbii w okresie styczeń–czerwiec odłowiono 18 okazów o powiększonych jądrach lub jajnikach. Schaefer i Phelps (1954) zasugerowali, że szczyt sezonu lęgowego przypada na maj.

## Status i ochrona
Przez IUCN gatunek klasyfikowany jest jako najmniejszej troski (LC, Least Concern). Liczebność populacji nie została oszacowana, ale ptak ten opisywany jest jako dość pospolity. Trend liczebności populacji uznawany jest za spadkowy ze względu na utratę siedlisk. BirdLife International bierze owocojada złotobrzuchego pod uwagę w trakcie wyznaczania ostoi ptaków IBA; występuje w 15 obszarach uznanych za Important Bird Area. Należą do nich także obszary chronione, będące parkami narodowymi. W Kolumbii są to Park Narodowy Munchique i PN Tamá. W Wenezueli spotykany w parkach narodowych El Ávila, El Tamá, Guatopo, Macarao, Perijá, Sierra Nevada, Terepaima oraz Yacambú.